# Brécy (Ardennes)
Pour les articles homonymes, voir Brécy.
Brécy est une localité de Brécy-Brières et une ancienne commune française, située dans le département des Ardennes en région Grand Est.

## Histoire
La commune fusionne avec la commune de Brières-et-Crécy en 1828 pour former la commune de Brécy-Brières. La localité est le chef-lieu de commune de Brécy-Brières.

## Administration
| Période                                  | Période | Identité | Étiquette | Qualité |
| ---------------------------------------- | ------- | -------- | --------- | ------- |
| Les données manquantes sont à compléter. |         |          |           |         |
|                                          |         |          |           |         |

## Démographie
| 1793 | 1800 | 1806 | 1821 |
| ---- | ---- | ---- | ---- |
| 239  | 200  | 234  | 197  |

Histogramme

(élaboration graphique par Wikipédia)